# Hockey sur glace aux Jeux olympiques de 1980
Navigation
Innsbruck 1976 Sarajevo 1984
L'épreuve de Hockey sur glace aux Jeux olympiques de 1980 se déroule à Lake Placid aux États-Unis et est la quatorzième édition de hockey aux Jeux.
Le fait marquant de ce tournoi olympique est le match États-Unis - URSS du tour final. Ce match, aussi connu sous le surnom «miracle on ice », oppose une équipe de jeunes universitaires américains, n'ayant pratiquement jamais joué ensemble avant le tournoi olympique, à une équipe soviétique expérimentée formée de joueurs évoluant ensemble depuis de nombreuses années.
La victoire américaine leur permettra de remporter le titre olympique et constitue la rencontre internationale la plus célèbre.

## Qualification
Les huit nations du Groupe A du Championnat du monde de 1979 sont qualifiées pour les Jeux, incluant les États-Unis pays hôte. Le classement du Groupe B à l'issue du championnat permet de qualifier quatre nations supplémentaires.
Pays qualifiés pour la compétition :
| - États-Unis (hôte) - Union soviétique (groupe A) - Tchécoslovaquie (groupe A) - Suède (groupe A) - Canada (groupe A) - Finlande (groupe A) | - Allemagne de l'Ouest (groupe A) - Pologne (groupe A) - Pays-Bas (1er groupe B) - Roumanie (3e groupe B) - Norvège (4e groupe B) - Japon (6e groupe B) |

L'Allemagne de l'Est (2e groupe B), qualifiée, ne participe pas et est remplacé par le Japon. Les autres équipes non qualifiées participent au trophée Thayer Tutt.

## Premier tour

### Groupe bleu
| 12 février 1980 | Tchécoslovaquie | 11-0 (0-0, 5-0, 6-0) | Norvège | Olympic Arena |

| Feuille de match | Feuille de match | Feuille de match                              | Feuille de match | Feuille de match                          |
| ---------------- | --- | --------------------------------------------- | ---------------- | ----------------------------------------- |
|                  | J. Pouzar (V. Lukáč, M. Fryčer) — 25 min 33 s M. Nový (V. Lukáč, M. Chalupa) — 31 min 11 s M. Šťastný (P. Šťastný) — 33 min V. Martinec (M. Chalupa, J. Novák) — 34 min 13 s B. Ebermann (J. Novák, M. Chalupa) — 38 min 1 s (SN) J. Pouzar (M. Nový, V. Lukáč) — 42 min 13 s A. Šťastný (P. Šťastný, V. Ďuriš) — 43 min 16 s B. Ebermann (M. Dvořák, V. Martinec) — 45 min 54 s (SN) P. Šťastný (J. Bubla, M. Šťastný) — 48 min 33 s M. Nový (A. Kadlec, V. Lukáč) — 52 min 51 s P. Šťastný (M. Šťastný) — 54 min 47 s | 1-0 2-0 3-0 4-0 5-0 6-0 7-0 8-0 9-0 10-0 11-0 | -                | Arbitrage : Karl-Gustav Kaisla (Finlande) |
|                  | |                                               |                  | Arbitrage : Karl-Gustav Kaisla (Finlande) |
| 10 min           | Pénalités | 10 min                                        |                  | Arbitrage : Karl-Gustav Kaisla (Finlande) |
| 44               | Tirs | 10                                            |                  | Arbitrage : Karl-Gustav Kaisla (Finlande) |

| 12 février 1980 | Roumanie | 6-4 (1-1, 2-3, 3-0) | Allemagne de l'Ouest | Olympic Arena |

| Feuille de match | Feuille de match | Feuille de match                        | Feuille de match | Feuille de match    |
| ---------------- | --- | --------------------------------------- | --- | ------------------- |
|                  | M. Costea (D. I. Moroşan) (SN) - 5 min 15 s - M. Costea (E. Antal, D. Tureanu) (SN) - 24 min 46 s - D. Tureanu (S. Gall, M. Costea) - 37 min 46 s D. Tureanu (M. Costea) - 44 min 12 s D. Tureanu (S. Gall) - 46 min 30 s A. Olenici - 53 min 17 s | 1-0 1-1 1-2 2-2 2-3 2-4 3-4 4-4 5-4 6-4 | 11 min 50 s - V. Vacatko (R. Philipp, H. Krüll) 22 min 37 s - G. Truntschka (U. Egen, U. Kiessling) - 26 min 13 s - V. Vacatko (M. Kuhl, R. Philipp) 35 min 34 s - U. Egen (P. Scharf) (SN) | Arbitrage : Neagles |
|                  | |                                         | | Arbitrage : Neagles |
| 16 min           | Pénalités | 16 min                                  | | Arbitrage : Neagles |
| 38               | Tirs | 53                                      | | Arbitrage : Neagles |

| 12 février 1980 | Suède | 2-2 (1-0, 0-1, 1-1) | États-Unis | Olympic Fieldhouse |

| Feuille de match | Feuille de match                                                                            | Feuille de match | Feuille de match                                                                                  | Feuille de match       |
| ---------------- | ------------------------------------------------------------------------------------------- | ---------------- | ------------------------------------------------------------------------------------------------- | ---------------------- |
|                  | S. Andersson (L. Molin, P. Lundqvist) - 11 min 4 s - T. Eriksson (H. Lückner) - 44 min 45 s | 1-0 1-1 2-1 2-2  | 39 min 32 s - D. Silk (Ramsey, M. Johnson) - 59 min 33 s - B. Baker (Mark Pavelich, B. Schneider) | Arbitrage : Dombrovski |
|                  |                                                                                             |                  |                                                                                                   | Arbitrage : Dombrovski |
| 8 min            | Pénalités                                                                                   | 6 min            |                                                                                                   | Arbitrage : Dombrovski |
| 36               | Tirs                                                                                        | 29               |                                                                                                   | Arbitrage : Dombrovski |

| 14 février 1980 | Roumanie | 0-8 (0-3, 0-4, 0-1) | Suède | Olympic Arena |

| Feuille de match | Feuille de match | Feuille de match                | Feuille de match | Feuille de match                          |
| ---------------- | ---------------- | ------------------------------- | --- | ----------------------------------------- |
|                  |                  | 0-1 0-2 0-3 0-4 0-5 0-6 0-7 0-8 | 0 min 40 s - M. Åhlberg (M. Näslund) 5 min 59 s - P. Lundqvist (T. Samuelsson, B. Berglund) 7 min 42 s - Jan Eriksson (M. Waltin) 21 min 50 s - T. Eriksson (D. Söderström, L. Molin) (SN) 28 min 5 s - L. Molin 32 min 31 s - L. Molin (B. Berglund) 37 min 17 s - B. Lundholm (H. Eriksson) 50 min 18 s - T. Jonsson (L. Holmgren) | Arbitrage : Karl-Gustav Kaisla (Finlande) |
|                  |                  |                                 | | Arbitrage : Karl-Gustav Kaisla (Finlande) |
| 26 min           | Pénalités        | 15 min                          | | Arbitrage : Karl-Gustav Kaisla (Finlande) |
| 19               | Tirs             | 44                              | | Arbitrage : Karl-Gustav Kaisla (Finlande) |

| 14 février 1980 | Norvège | 4-10 (2-5, 1-3, 1-2) | Allemagne de l'Ouest | Olympic Fieldhouse |

| Feuille de match | Feuille de match | Feuille de match                                          | Feuille de match | Feuille de match       |
| ---------------- | --- | --------------------------------------------------------- | --- | ---------------------- |
|                  | K. Andresen (M. Johansen) - 6 min 3 s - T. Falk Nilsen (G. Myhre) - 12 min 13 s V. Johansen (G. Myhre) - 25 min 26 s - M. Sethereng (M. Johansen, H. Lundenes) - 52 min 41 s | 1-0 1-1 1-2 1-3 1-4 1-5 2-5 3-5 3-6 3-7 3-8 3-9 3-10 4-10 | 7 min 51 s - V. Vacatko (M. Kuhl, J. Reil) 8 min 49 s - U. Kiessling (G. Truntschka, H. Meitinger) 9 min 8 s - H. Zach (P. Scharf, M. Hinterstocker) 9 min 33 s - HP. Kretschmer (M. Hinterstocker, H. Hinterstocker) 10 min 18 s - E. Höfner (F. Reindl) - 30 min 52 s - G. Truntschka (H. Krüll, U. Kiessling) 34 min 1 s - V. Vacatko (R. Philipp, M. Kuhl) 39 min 53 s - G. Truntschka (U. Egen, H. Meitinger) 40 min 42 s - M. Kuhl (V. Vacatko, H. Krüll) 50 min 49 s - HP. Kretschmer (M. Wild, P. Scharf) | Arbitrage : Dombrovski |
|                  | |                                                           | | Arbitrage : Dombrovski |
| 13 min           | Pénalités | 15 min                                                    | | Arbitrage : Dombrovski |
| 20               | Tirs | 51                                                        | | Arbitrage : Dombrovski |

| 14 février 1980 | États-Unis | 7-3 (2-2, 2-0, 3-1) | Tchécoslovaquie | Olympic Fieldhouse |

| Feuille de match | Feuille de match | Feuille de match                        | Feuille de match | Feuille de match     |
| ---------------- | --- | --------------------------------------- | --- | -------------------- |
|                  | M. Eruzione (N. Broten) - 4 min 39 s M. Pavelich (B. Schneider, J. Harrington) - 5 min 45 s - B. Schneider (M. Pavelich) - 24 min 33 s M. Johnson (R. McClanahan) - 35 min 28 s P. Verchota (D. Christian) - 42 min 59 s B. Schneider (J. Harrington) - 43 min 59 s - R. McClanahan (M. Johnson) - 50 min 54 s | 0-1 1-1 2-1 2-2 3-2 4-2 5-2 6-2 6-3 7-3 | 2 min 23 s - J. Pouzar (F. Kaberle, M. Nový) - 12 min 7 s - M. Šťastný (P. Šťastný) - 45 min 36 s - J. Novák (V. Lukáč) | Arbitrage : Lindgren |
|                  | |                                         | | Arbitrage : Lindgren |
| 10 min           | Pénalités | 10 min                                  | | Arbitrage : Lindgren |
| 27               | Tirs | 31                                      | | Arbitrage : Lindgren |

| 16 février 1980 | États-Unis | 5-1 (0-1, 3-0, 2-0) | Norvège | Olympic Arena |

| Feuille de match | Feuille de match | Feuille de match        | Feuille de match                    | Feuille de match                          |
| ---------------- | --- | ----------------------- | ----------------------------------- | ----------------------------------------- |
|                  | M. Eruzione (SN) - 20 min 41 s M. Johnson (D. Christian, R. McClanahan) - 24 min 51 s D. Silk (M. Pavelich, K. Morrow) - 33 min 31 s M. Wells (D. Silk, P. Verchota) - 44 min 28 s K. Morrow (R. McClanahan, E. Strobel) - 51 min 29 s | 0-1 1-1 2-1 3-1 4-1 5-1 | 4 min 19 s - G. Myhre (Ø. Løsåmoen) | Arbitrage : Karl-Gustav Kaisla (Finlande) |
|                  | |                         |                                     | Arbitrage : Karl-Gustav Kaisla (Finlande) |
| 16 min           | Pénalités | 18 min                  |                                     | Arbitrage : Karl-Gustav Kaisla (Finlande) |
| 43               | Tirs | 22                      |                                     | Arbitrage : Karl-Gustav Kaisla (Finlande) |

| 16 février 1980 | Roumanie | 2-7 (0-2, 1-3, 1-2) | Tchécoslovaquie | Olympic Fieldhouse |

| Feuille de match | Feuille de match                                                                     | Feuille de match                    | Feuille de match | Feuille de match                                  |
| ---------------- | ------------------------------------------------------------------------------------ | ----------------------------------- | --- | ------------------------------------------------- |
|                  | - T. Cazacu (A. Halauca, L. Sólyom) - 21 min 39 s - T. Cazacu (S. Gall) - 44 min 8 s | 0-1 0-2 1-2 1-3 1-4 1-5 1-6 2-6 2-7 | 13 min 35 s - P. Šťastný (J. Bubla, A. Šťastný) 19 min 0 s - V. Lukáč (M. Nový, J. Pouzar) - 26 min 7 s - A. Kadlec 28 min 43 s - M. Nový (J. Pouzar, Kaberle) 33 min 41 s - P. Šťastný 41 min 46 s - V. Lukáč (J. Neliba) - 45 min 46 s - J. Pouzar (V. Lukáč, M. Nový) | Arbitrage : Josef Kompalla (Allemagne de l'Ouest) |
|                  |                                                                                      |                                     | | Arbitrage : Josef Kompalla (Allemagne de l'Ouest) |
| 6 min            | Pénalités                                                                            | 2 min                               | | Arbitrage : Josef Kompalla (Allemagne de l'Ouest) |
| 29               | Tirs                                                                                 | 45                                  | | Arbitrage : Josef Kompalla (Allemagne de l'Ouest) |

| 16 février 1980 | Suède | 5-2 (1-0, 4-1, 0-1) | Allemagne de l'Ouest | Olympic Arena |

| Feuille de match | Feuille de match | Feuille de match            | Feuille de match                                                  | Feuille de match       |
| ---------------- | --- | --------------------------- | ----------------------------------------------------------------- | ---------------------- |
|                  | B. Berglund (L. Molin, P. Lundqvist) - 9 min 52 s M. Näslund (M. Åhlberg) - 26 min 50 s P. Lundqvist (B. Berglund, T. Samuelsson) - 28 min 35 s D. Söderström (M. Åhlberg) - 32 min 36 s D. Söderström (H. Eriksson) (SN) - 36 min 3 s | 1-0 2-0 3-0 4-0 5-0 5-1 5-2 | - 37 min 6 s - U. Egen (G. Truntschka) 56 min 43 s - J. Reil (IN) | Arbitrage : Dombrovski |
|                  | |                             |                                                                   | Arbitrage : Dombrovski |
| 24 min           | Pénalités | 31 min                      |                                                                   | Arbitrage : Dombrovski |
| 33               | Tirs | 25                          |                                                                   | Arbitrage : Dombrovski |

| 18 février 1980 | Norvège | 1-7 (0-2, 0-4, 1-1) | Suède | Olympic Fieldhouse |

| Feuille de match | Feuille de match                                   | Feuille de match                | Feuille de match | Feuille de match                      |
| ---------------- | -------------------------------------------------- | ------------------------------- | --- | ------------------------------------- |
|                  | - T. Abrahamsen (R. Molberg, S. Foyn) - 51 min 8 s | 0-1 0-2 0-3 0-4 0-5 0-6 0-7 1-7 | 14 min 3 s - M. Åhlberg (M. Näslund) 16 min 20 s - M. Åhlberg (M. Näslund, L. Holmgren) 23 min 48 s - M. Åhlberg (T. Jonsson) (SN) 34 min 8 s - P. Lundqvist (H. Lückner, L. Molin) 36 min 40 s - L. Norberg (H. Eriksson, M. Waltin) 37 min 9 s - S. Andersson (P. Lundqvist, L. Molin) 43 min 24 s - M. Näslund (M. Åhlberg, U. Weinstock) (SN) | Arbitrage : Vladimir Šubrt (Tchéquie) |
|                  |                                                    |                                 | | Arbitrage : Vladimir Šubrt (Tchéquie) |
| 8 min            | Pénalités                                          | 8 min                           | | Arbitrage : Vladimir Šubrt (Tchéquie) |
| 12               | Tirs                                               | 43                              | | Arbitrage : Vladimir Šubrt (Tchéquie) |

| 18 février 1980 | Allemagne de l'Ouest | 3-11 (1-5, 0-5, 2-1) | Tchécoslovaquie | Olympic Arena |

| Feuille de match | Feuille de match | Feuille de match                                            | Feuille de match | Feuille de match                          |
| ---------------- | --- | ----------------------------------------------------------- | --- | ----------------------------------------- |
|                  | - H. Krüll (G. Truntschka, HP. Kretschmer) - 19 min 4 s - M. Hinterstocker (H. Zach, Auhuber) - 46 min 28 s E. Höfner (M. Kuhl, R. Philipp) - 48 min 36 s | 0-1 0-2 0-3 1-3 1-4 1-5 1-6 1-7 1-8 1-9 1-10 2-10 3-10 3-11 | 1 min 33 s - M. Nový (B. Ebermann) (SN) 2 min 28 s - P. Šťastný (A. Šťastný, M. Šťastný) 5 min 45 s - P. Šťastný (M. Šťastný) (IN) - 19 min 32 s - J. Pouzar (Kaberle, M. Nový) 19 min 49 s - A. Šťastný (P. Šťastný) 22 min 17 s - M. Nový (V. Lukáč) 27 min 10 s - J. Pouzar (M. Fryčer, M. Nový) 33 min 30 s - J. Pouzar 38 min 36 s - B. Ebermann (J. Novák) 39 min 22 s - M. Nový (J. Pouzar) - 50 min 22 s - P. Šťastný (M. Šťastný) | Arbitrage : Karl-Gustav Kaisla (Finlande) |
|                  | |                                                             | | Arbitrage : Karl-Gustav Kaisla (Finlande) |
| 20 min           | Pénalités | 19 min                                                      | | Arbitrage : Karl-Gustav Kaisla (Finlande) |
| 22               | Tirs | 39                                                          | | Arbitrage : Karl-Gustav Kaisla (Finlande) |

| 18 février 1980 | États-Unis | 7-2 (2-0, 2-1, 3-1) | Roumanie | Olympic Fieldhouse |

| Feuille de match | Feuille de match | Feuille de match                    | Feuille de match                                                                        | Feuille de match       |
| ---------------- | --- | ----------------------------------- | --------------------------------------------------------------------------------------- | ---------------------- |
|                  | B. Schneider (M. Pavelich, J. Harrington) - 12 min 3 s E. Strobel (B. Schneider, M. Ramsey) - 15 min 52 s M. Wells (P. Verchota, K. Morrow) - 29 min 34 s - B. Schneider (J. Harrington) - 37 min 5 s S. Christoff (J. O'Callahan) (SN) - 43 min 14 s - N. Broten (M. Eruzione) - 56 min 12 s R. McClanahan (M. Johnson) - 58 min 9 s | 1-0 2-0 3-0 3-1 4-1 5-1 5-2 6-2 7-2 | - 33 min 40 s - D. Tureanu (CV. Nistor) (SN) - 52 min 48 s - A. Halauca (D. I. Moroşan) | Arbitrage : Dombrovski |
|                  | |                                     |                                                                                         | Arbitrage : Dombrovski |
| 6 min            | Pénalités | 10 min                              |                                                                                         | Arbitrage : Dombrovski |
| 51               | Tirs | 21                                  |                                                                                         | Arbitrage : Dombrovski |

| 20 février 1980 | Norvège | 3-3 (1-1, 0-1, 2-1) | Roumanie | Olympic Arena |

| Feuille de match | Feuille de match | Feuille de match        | Feuille de match | Feuille de match                      |
| ---------------- | --- | ----------------------- | --- | ------------------------------------- |
|                  | S. Foyn (G. Myhre, T. Falk Nilsen) (SN) - 0 min 56 s - M. Sethereng (T. Falk Nilsen, R. Molberg) (SN) - 58 min 39 s R. Molberg (G. Myhre, N. Nilsen) - 59 min 31 s | 1-0 1-1 1-2 1-3 2-3 3-3 | 5 min 10 s - M. Costea (E. Antal, D. Tureanu) 31 min 27 s - S. Gall (E. Antal, D. Axinte) 52 min 43 s - D. Tureanu (S. Gall) | Arbitrage : Vladimir Šubrt (Tchéquie) |
|                  | |                         | | Arbitrage : Vladimir Šubrt (Tchéquie) |
| 26 min           | Pénalités | 18 min                  | | Arbitrage : Vladimir Šubrt (Tchéquie) |
| 24               | Tirs | 29                      | | Arbitrage : Vladimir Šubrt (Tchéquie) |

| 20 février 1980 | Tchécoslovaquie | 2-4 (0-2, 0-1, 2-1) | Suède | Olympic Fieldhouse |

| Feuille de match | Feuille de match                                                                       | Feuille de match        | Feuille de match | Feuille de match                          |
| ---------------- | -------------------------------------------------------------------------------------- | ----------------------- | --- | ----------------------------------------- |
|                  | - M. Nový (J. Pouzar) - 52 min 5 s - J. Pouzar (M. Nový, A. Kadlec) (SN) - 59 min 22 s | 0-1 0-2 0-3 1-3 1-4 2-4 | 9 min 18 s - M. Åhlberg (M. Näslund, L. Holmgren) (SN) 10 min 55 s - L. Holmgren (M. Näslund, U. Weinstock) 36 min 2 s - M. Näslund (D. Söderström) (SN) - 57 min 0 s - P. Lundqvist (M. Näslund, T. Jonsson) | Arbitrage : Karl-Gustav Kaisla (Finlande) |
|                  |                                                                                        |                         | | Arbitrage : Karl-Gustav Kaisla (Finlande) |
| 6 min            | Pénalités                                                                              | 10 min                  | | Arbitrage : Karl-Gustav Kaisla (Finlande) |
| 43               | Tirs                                                                                   | 26                      | | Arbitrage : Karl-Gustav Kaisla (Finlande) |

| 20 février 1980 | Allemagne de l'Ouest | 2-4 (2-0, 0-2, 0-2) | États-Unis | Olympic Fieldhouse |

| Feuille de match | Feuille de match                                                                        | Feuille de match        | Feuille de match | Feuille de match  |
| ---------------- | --------------------------------------------------------------------------------------- | ----------------------- | --- | ----------------- |
|                  | HP. Kretschmer - 1 min 50 s U. Kiessling (E. Höfner, HP. Kretschmer) (SN) - 19 min 45 s | 1-0 2-0 2-1 2-2 2-3 2-4 | - 27 min 40 s - R. McClanahan (M. Johnson, D. Christian) 38 min 31 s - N. Broten (E. Strobel, M. Eruzione) 41 min 17 s - R. McClanahan (M. Johnson, D. Christian) 44 min 17 s - P. Verchota (D. Christian, M. Wells) | Arbitrage : Haley |
|                  |                                                                                         |                         | | Arbitrage : Haley |
| 8 min            | Pénalités                                                                               | 16 min                  | | Arbitrage : Haley |
| 26               | Tirs                                                                                    | 32                      | | Arbitrage : Haley |

| Clt   | Équipe               | PJ | V | D | N | BP | BC | Pts |
| ----- | -------------------- | -- | - | - | - | -- | -- | --- |
| +001, | Suède                | 5  | 4 | 0 | 1 | 26 | 7  | 9   |
| +002, | États-Unis           | 5  | 4 | 0 | 1 | 25 | 10 | 9   |
| +003, | Tchécoslovaquie      | 5  | 3 | 2 | 0 | 34 | 16 | 6   |
| +004, | Roumanie             | 5  | 1 | 3 | 1 | 13 | 29 | 3   |
| +005, | Allemagne de l'Ouest | 5  | 1 | 4 | 0 | 21 | 30 | 2   |
| +006, | Norvège              | 5  | 0 | 4 | 1 | 9  | 36 | 1   |

- Équipe qualifiée pour la phase finale
- Équipe qualifiée pour le tour de consolation

### Groupe rouge

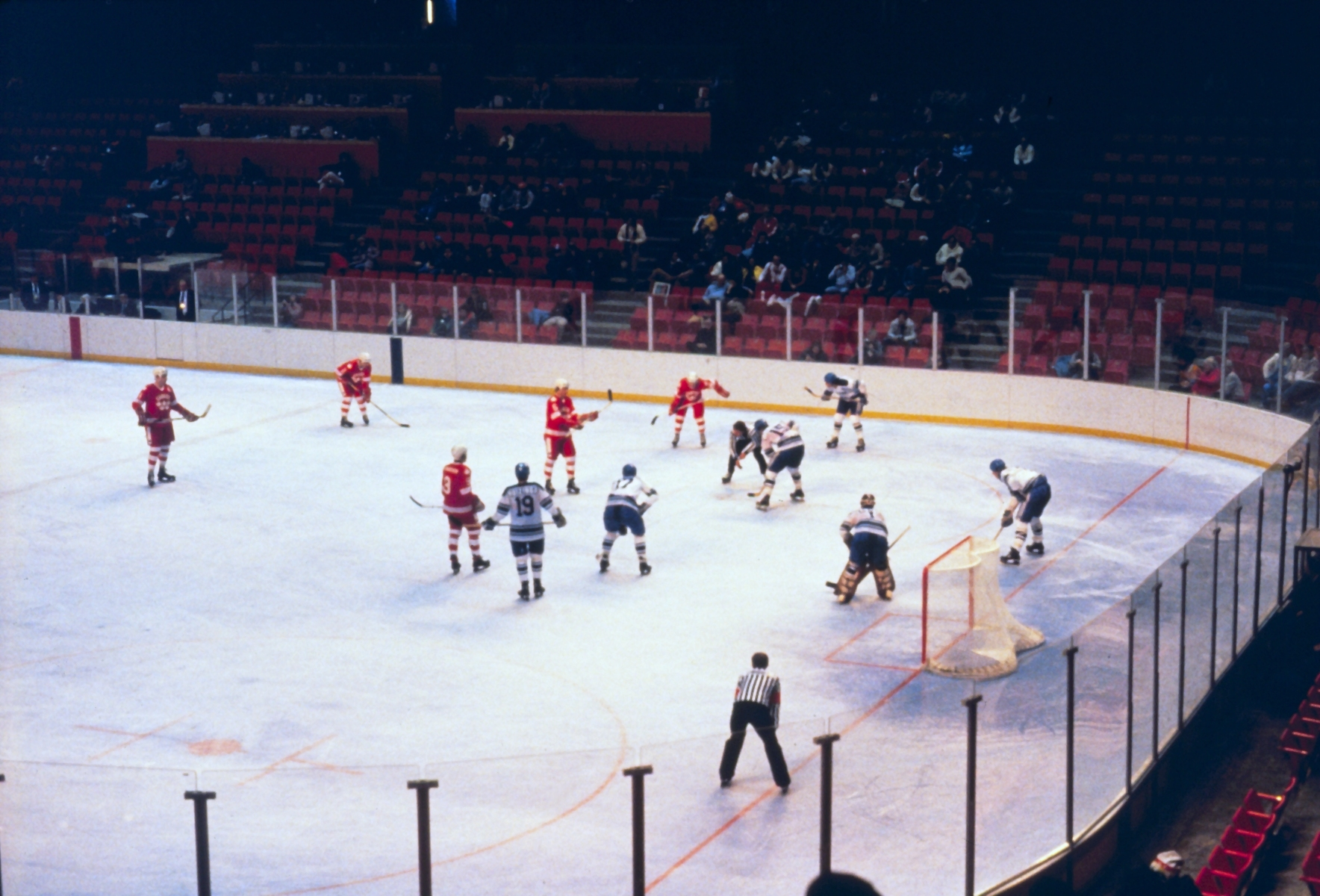
Canada-Pays-Bas

| 12 février 1980 | Pays-Bas | 1-10 (1-2, 0-2, 0-6) | Canada | Olympic Fieldhouse |

| Feuille de match | Feuille de match                            | Feuille de match                             | Feuille de match | Feuille de match     |
| ---------------- | ------------------------------------------- | -------------------------------------------- | --- | -------------------- |
|                  | C. de Graauw (D. de Cloe) (IN) - 1 min 56 s | 1-0 1-1 1-2 1-3 1-4 1-5 1-6 1-7 1-8 1-9 1-10 | 4 min 4 s - K. Primeau (J. Devaney) 11 min 40 s - K. Berry (K. Maxwell, T. O'Malley) 26 min 52 s - D. d'Alvise (T. O'Malley) 35 min 2 s - D. Hindmarch (J. Devaney) (SN) 43 min 31 s - G. Anderson (R. Davidson, J. Nill) 44 min 14 s - D. d'Alvise (S. Zupancich, B. Pirie) 50 min 35 s - J. Devaney (K. Primeau, D. Hindmarch) (SN) 51 min 11 s - K. Berry (T. Watters, K. Maxwell) 52 min 22 s - K. Berry (K. Maxwell, P. MacLean) 58 min 11 s - D. Hindmarch (P. MacLean, R. Davidson) | Arbitrage : Lindgren |
|                  |                                             |                                              | | Arbitrage : Lindgren |
| 16 min           | Pénalités                                   | 18 min                                       | | Arbitrage : Lindgren |
| 20               | Tirs                                        | 40                                           | | Arbitrage : Lindgren |

| 12 février 1980 | Pologne | 5-4 (1-0, 4-3, 0-1) | Finlande | Olympic Arena |

| Feuille de match | Feuille de match | Feuille de match                    | Feuille de match | Feuille de match  |
| ---------------- | --- | ----------------------------------- | --- | ----------------- |
|                  | Zabawa (W. Jobczyk, A. Małysiak) (SN) - 14 min 48 s - A. Zabawa (W. Jobczyk, A. Małysiak) - 27 min 13 s L. Kokoszka (S. Chowaniec) - 29 min 52 s - W. Jobczyk (A. Małysiak, A. Zabawa) - 33 min 8 s L. Kokoszka (B. Dziubiński, M. Marcinczak) - 34 min 40 s | 1-0 1-1 2-1 3-1 3-2 4-2 5-2 5-3 5-4 | 21 min 16 s - T. Levo (L. Litma, M. Hakulinen) (SN) - 30 min 27 s - J. Porvari (M. Leinonen, Suoraniemi) - 36 min 57 s - M. Leinonen (Kiimalainen, J. Porvari) 46 min 5 s - Leppänen (T. Levo, Peltonen) | Arbitrage : Haley |
|                  | |                                     | | Arbitrage : Haley |
| 10 min           | Pénalités | 4 min                               | | Arbitrage : Haley |
| 25               | Tirs | 49                                  | | Arbitrage : Haley |

| 12 février 1980 | Japon | 0-16 (0-8, 0-5, 0-3) | URSS | Olympic Fieldhouse |

| Feuille de match | Feuille de match | Feuille de match                                                       | Feuille de match | Feuille de match     |
| ---------------- | ---------------- | ---------------------------------------------------------------------- | --- | -------------------- |
|                  |                  | 0-1 0-2 0-3 0-4 0-5 0-6 0-7 0-8 0-9 0-10 0-11 0-12 0-13 0-14 0-15 0-16 | 3 min 42 s - S. Starikov (V. Petrov, B. Mikhaïlov) 7 min 55 s - V. Kharlamov 9 min 47 s - A. Golikov (S. Makarov, S. Starikov) 12 min 19 s - V. Fetissov (V. Petrov, V. Kharlamov) 14 min 59 s - A. Golikov (S. Makarov) 17 min 30 s - H. Balderis (S. Starikov, V. Jlouktov) 19 min 0 s - V. Golikov (S. Makarov) 19 min 27 s - V. Golikov (V. Fetissov, A. Golikov) 20 min 6 s - V. Petrov (A. Kassatonov) 21 min 20 s - A. Kassatonov (B. Mikhaïlov, H. Balderis) 24 min 20 s - S. Makarov (V. Golikov, V. Vassiliev) 26 min 33 s - B. Mikhaïlov (S. Starikov, V. Kharlamov) 38 min 6 s - V. Fetissov (B. Mikhaïlov, V. Kharlamov) 46 min 26 s - V. Jlouktov (H. Balderis, A. Skvortsov) 51 min 21 s - V. Petrov (V. Pervoukhine, V. Kharlamov) 54 min 49 s - A. Golikov (S. Makarov, V. Golikov) | Arbitrage : Kompalla |
|                  |                  |                                                                        | | Arbitrage : Kompalla |
| 0 min            | Pénalités        | 2 min                                                                  | | Arbitrage : Kompalla |
| 17               | Tirs             | 67                                                                     | | Arbitrage : Kompalla |

| 14 février 1980 | Pays-Bas | 4-17 (1-8, 1-7, 2-2) | URSS | Olympic Arena |

| Feuille de match | Feuille de match | Feuille de match                                                                               | Feuille de match | Feuille de match           |
| ---------------- | --- | ---------------------------------------------------------------------------------------------- | --- | -------------------------- |
|                  | - Hille (van Wieren, de Heer) (SN) - 11 min 51 s - C. de Graauw (Klooster, D. de Cloe) - 33 min 49 s - D. de Cloe - 41 min 52 s - C. de Graauw (Klooster) - 56 min 14 s | 0-1 0-2 0-3 0-4 0-5 1-5 1-6 1-7 1-8 1-9 1-10 1-11 1-12 1-13 1-14 2-14 2-15 3-15 3-16 4-16 4-17 | 4 min 24 s - V. Fetissov (Kroutov, Maltsev) 4 min 43 s - Krutov (Lebedev, A. Kassatonov) 9 min 59 s - V. Vassiliev (Lebedev, S. Starikov) (IN) 10 min 12 s - V. Petrov (V. Pervoukhine) (IN) 11 min 43 s - V. Kharlamov (B. Mikhaïlov, V. Pervoukhine) (IN) - 14 min 41 s - Lebedev (Maltsev) 16 min 41 s - Maltsev (V. Jlouktov) 22 min 2 s - Lebedev (V. Fetissov, Maltsev) 21 min 14 s - V. Jlouktov (Bilyaletdinov) 22 min 2 s - Lebedev (V. Jlouktov, A. Skvortsov) 24 min 32 s - A. Golikov (V. Golikov) 30 min 21 s - A. Golikov 31 min 7 s - Kroutov (Maltsev, V. Pervoukhine) 36 min 9 s - Kroutov (Lebedev, A. Kassatonov) - 39 min 14 s - Maltsev (Kroutov) - 47 min 12 s - S. Makarov (V. Golikov, S. Starikov) - 56 min 12 s - S. Makarov (V. Golikov, A. Golikov) | Arbitrage : Vladimir Šubrt |
|                  | |                                                                                                | | Arbitrage : Vladimir Šubrt |
| 14 min           | Pénalités | 13 min                                                                                         | | Arbitrage : Vladimir Šubrt |
| 26               | Tirs | 49                                                                                             | | Arbitrage : Vladimir Šubrt |

| 14 février 1980 | Pologne | 1-5 (0-1, 1-2, 0-2) | Canada | Olympic Fieldhouse |

| Feuille de match | Feuille de match                     | Feuille de match        | Feuille de match | Feuille de match     |
| ---------------- | ------------------------------------ | ----------------------- | --- | -------------------- |
|                  | W. Jobczyk (A. Zabawa) - 23 min 17 s | 0-1 1-1 1-2 1-3 1-4 1-5 | 3 min 17 s - S. Zupancich (B. Pirie, D. d'Alvise) - 30 min 56 s - T. Watters (G. Anderson, Spring) 32 min 6 s - K. Berry (K. Maxwell, P. MacLean) 47 min 42 s - J. Devaney (D. Hindmarch, Gregg) 53 min 29 s - K. Primeau | Arbitrage : Kompalla |
|                  |                                      |                         | | Arbitrage : Kompalla |
| 0 min            | Pénalités                            | 0 min                   | | Arbitrage : Kompalla |
| 25               | Tirs                                 | 36                      | | Arbitrage : Kompalla |

| 14 février 1980 | Japon | 3-6 (0-2, 2-2, 1-2) | Finlande | Olympic Arena |

| Feuille de match | Feuille de match | Feuille de match                    | Feuille de match | Feuille de match  |
| ---------------- | --- | ----------------------------------- | --- | ----------------- |
|                  | - S. Misawa (Hori, Hanzawa) - 37 min 57 s Honma (Hori, S. Misawa) (SN) - 39 min 59 s - Azuma (Matsuda) - 47 min 38 s | 0-1 0-2 0-3 0-4 1-4 2-4 2-5 3-5 3-6 | 2 min 2 s - M. Hakulinen (Peltonen) (SN) 5 min 43 s - M. Leinonen (Kiimalainen) 22 min 47 s - Leppänen (M. Hakulinen, T. Levo) 33 min 36 s - M. Leinonen (J. Porvari) - 43 min 34 s - Kiimalainen - 51 min 11 s - Leppänen (T. Levo, Peltonen) | Arbitrage : Haley |
|                  | |                                     | | Arbitrage : Haley |
| 6 min            | Pénalités | 8 min                               | | Arbitrage : Haley |
| 29               | Tirs | 51                                  | | Arbitrage : Haley |

| 16 février 1980 | Japon | 3-3 (3-1, 0-1, 0-1) | Pays-Bas | Olympic Arena |

| Feuille de match | Feuille de match                                                      | Feuille de match        | Feuille de match | Feuille de match           |
| ---------------- | --------------------------------------------------------------------- | ----------------------- | --- | -------------------------- |
|                  | Sakurai - 14 min 22 s Urabe - 14 min 41 s Urabe (Honma) - 14 min 41 s | 1-0 2-0 3-0 3-1 3-2 3-3 | - 18 min 43 s - van Gog (C. de Graauw) 33 min 39 s - D. de Cloe (C. de Graauw, Peternousek) 57 min 15 s - D. de Cloe (C. de Graauw, van Gog) | Arbitrage : Vladimir Šubrt |
|                  |                                                                       |                         | | Arbitrage : Vladimir Šubrt |
| 6 min            | Pénalités                                                             | 8 min                   | | Arbitrage : Vladimir Šubrt |
| 23               | Tirs                                                                  | 27                      | | Arbitrage : Vladimir Šubrt |

| 16 février 1980 | URSS | 8-1 (5-1, 1-0, 2-0) | Pologne | Olympic Fieldhouse |

| Feuille de match | Feuille de match | Feuille de match                    | Feuille de match                              | Feuille de match    |
| ---------------- | --- | ----------------------------------- | --------------------------------------------- | ------------------- |
|                  | A. Skvortsov (V. Jlouktov) - 1 min 53 s H. Balderis (V. Jlouktov, A. Skvortsov) - 10 min 27 s H. Balderis (V. Jlouktov) - 10 min 36 s B. Mikhaïlov (V. Fetissov, V. Kharlamov) - 13 min 37 s - H. Balderis (V. Pervoukhine, Bilialetdinov) - 23 min 12 s V. Kharlamov - 25 min 19 s Bilialetdinov (V. Kharlamov) (SN) - 43 min 41 s Maltsev (V. Fetissov) - 48 min 58 s | 1-0 2-0 3-0 4-0 4-1 5-1 6-1 7-1 8-1 | - 17 min 15 s - A. Małysiak (W. Jobczyk) (SN) | Arbitrage : Neagles |
|                  | |                                     |                                               | Arbitrage : Neagles |
| 8 min            | Pénalités | 6 min                               |                                               | Arbitrage : Neagles |
| 60               | Tirs | 19                                  |                                               | Arbitrage : Neagles |

| 16 février 1980 | Canada | 3-4 (1-2, 0-1, 2-1) | Finlande | Olympic Fieldhouse |

| Feuille de match | Feuille de match | Feuille de match            | Feuille de match | Feuille de match     |
| ---------------- | --- | --------------------------- | --- | -------------------- |
|                  | P. MacLean (K. Berry, T. O'Malley) - 14 min 22 s - G. Anderson (J. Nill, R. Davidson) - 46 min 47 s - K. Primeau (D. Hindmarch, J. Devaney) - 57 min 9 s | 0-1 1-1 1-2 1-3 2-3 2-4 3-4 | 4 min 3 s - Peltonen (Suoraniemi) - 19 min 51 s - Leppänen (M. Hakulinen, T. Levo) 37 min 7 s - Koskilahti - 56 min 55 s - Suoraniemi (Leppänen) (IN) | Arbitrage : Lindgren |
|                  | |                             | | Arbitrage : Lindgren |
| 16 min           | Pénalités | 10 min                      | | Arbitrage : Lindgren |
| 33               | Tirs | 26                          | | Arbitrage : Lindgren |

| 18 février 1980 | Canada | 6-0 (2-0, 2-0, 2-0) | Japon | Olympic Arena |

| Feuille de match | Feuille de match | Feuille de match        | Feuille de match | Feuille de match    |
| ---------------- | --- | ----------------------- | ---------------- | ------------------- |
|                  | J. Devaney (S. Zupancich, D. d'Alvise) (SN) - 9 min 36 s K. Primeau - 14 min 35 s P. MacLean (K. Maxwell) - 23 min 17 s R. Davidson - 26 min 19 s W. Anderson - 41 min 27 s D. Hindmarch - 50 min 22 s | 1-0 2-0 3-0 4-0 5-0 6-0 |                  | Arbitrage : Neagles |
|                  | |                         |                  | Arbitrage : Neagles |
| 14 min           | Pénalités | 22 min                  |                  | Arbitrage : Neagles |
| 48               | Tirs | 13                      |                  | Arbitrage : Neagles |

| 18 février 1980 | Pays-Bas | 5-3 (3-1, 2-1, 0-1) | Pologne | Olympic Arena |

| Feuille de match | Feuille de match | Feuille de match                | Feuille de match | Feuille de match     |
| ---------------- | --- | ------------------------------- | --- | -------------------- |
|                  | Klooster (van Gog, Pluymers) - 1 min 39 s - de Heer (Peternousek, Janssen) (SN) - 8 min 18 s de Heer (van Wieren, Janssen) - 13 min 58 s - Klooster (van Gog, C. de Graauw) - 24 min 42 s de Heer (van Wieren) - 36 min 5 s | 1-0 1-1 2-1 3-1 3-2 4-2 5-2 5-3 | 5 min 51 s - Janiszewski (A. Zabawa) (SN) - 21 min 37 s - W. Jobczyk (A. Małysiak, Janiszewski) - 47 min 36 s - L. Kokoszka (Potz) | Arbitrage : Kompalla |
|                  | |                                 | | Arbitrage : Kompalla |
| 8 min            | Pénalités | 2 min                           | | Arbitrage : Kompalla |
| 26               | Tirs | 30                              | | Arbitrage : Kompalla |

| 18 février 1980 | Finlande | 2-4 (1-0, 0-1, 1-3) | URSS | Olympic Fieldhouse |

| Feuille de match | Feuille de match                                                      | Feuille de match        | Feuille de match | Feuille de match  |
| ---------------- | --------------------------------------------------------------------- | ----------------------- | --- | ----------------- |
|                  | J. Porvari (Suoraniemi) - 17 min 44 s - J. Porvari (IN) - 42 min 38 s | 1-0 1-1 2-1 2-2 2-3 2-4 | 36 min 1 s - V. Fetissov (S. Makarov, A. Golikov) - 54 min 59 s - Kroutov (Lebedev) 56 min 7 s - Maltsev (Krutov, Lebedev) 56 min 18 s - B. Mikhaïlov (A. Kassatonov) | Arbitrage : Haley |
|                  |                                                                       |                         | | Arbitrage : Haley |
| 14 min           | Pénalités                                                             | 8 min                   | | Arbitrage : Haley |
| 13               | Tirs                                                                  | 48                      | | Arbitrage : Haley |

| 20 février 1980 | Pologne | 5-1 (3-0, 1-0, 1-1) | Japon | Olympic Arena |

| Feuille de match | Feuille de match | Feuille de match        | Feuille de match                        | Feuille de match     |
| ---------------- | --- | ----------------------- | --------------------------------------- | -------------------- |
|                  | A. Zabawa (A. Małysiak, Janiszewski) - 3 min 3 s B. Dziubiński (L. Kokoszka, S. Chowaniec) - 4 min 20 s A. Małysiak (W. Jobczyk, A. Zabawa) - 11 min 37 s W. Jobczyk (A. Małysiak, A. Zabawa) - 26 min 5 s Pytel (M. Marcinczak, Ujwary) (SN) - 43 min 57 s | 1-0 2-0 3-0 4-0 5-0 5-1 | - 54 min 50 s - Fujii (Misawa, Hanzawa) | Arbitrage : Lindgren |
|                  | |                         |                                         | Arbitrage : Lindgren |
| 8 min            | Pénalités | 12 min                  |                                         | Arbitrage : Lindgren |
| 53               | Tirs | 12                      |                                         | Arbitrage : Lindgren |

| 20 février 1980 | URSS | 6-4 (1-1, 1-2, 4-1) | Canada | Olympic Fieldhouse |

| Feuille de match | Feuille de match | Feuille de match                        | Feuille de match | Feuille de match    |
| ---------------- | --- | --------------------------------------- | --- | ------------------- |
|                  | H. Balderis (A. Skvortsov, V. Jlouktov) - 13 min 42 s - A. Kassatonov (Kroutov) - 39 min 47 s B. Mikhaïlov (A. Golikov) - 41 min 53 s A. Golikov (S. Makarov) - 42 min 5 s - B. Mikhaïlov (S. Starikov) - 48 min 41 s A. Golikov - 56 min 51 s | 0-1 1-1 1-2 1-3 2-3 3-3 4-3 4-4 5-4 6-4 | 1 min 35 s - J. Nill (R. Davidson, G. Anderson) - 20 min 19 s - Gregg 22 min 38 s - B. Pirie (S. Zupancich, D. d'Alvise) - 43 min 5 s - D. d'Alvise | Arbitrage : Neagles |
|                  | |                                         | | Arbitrage : Neagles |
| 6 min            | Pénalités | 12 min                                  | | Arbitrage : Neagles |
| 35               | Tirs | 26                                      | | Arbitrage : Neagles |

| 20 février 1980 | Finlande | 10-3 (2-1, 2-1, 6-1) | Pays-Bas | Olympic Arena |

| Feuille de match | Feuille de match | Feuille de match                                      | Feuille de match | Feuille de match     |
| ---------------- | --- | ----------------------------------------------------- | --- | -------------------- |
|                  | J. Porvari - 10 min 41 s - Leppänen (L. Litma, Eloranta) - 18 min 28 s - Villa (Koskinen, Saarinen) - 33 min 7 s (Leinonen) - 34 min 12 s J. Kurri (L. Litma, Leppänen) (SN) - 42 min 35 s Peltonen (Leppänen, J. Kurri) (SN) - 43 min 44 s Koskinen (Eloranta) (SN) - 44 min 34 s M. Hakulinen (Peltonen, Leppänen) - 46 min 10 s J. Kurri (Eloranta, M. Hakulinen) (PP2) - 48 min 16 s Haapalainen (M. Leinonen, Kiimalainen) - 51 min 3 s | 1-0 1-1 2-1 2-2 3-2 4-2 5-2 6-2 7-2 8-2 9-2 10-2 10-3 | 18 min 13 s - van Wieren (de Heer) - 30 min 25 s - Klooster (C. de Graauw) - 53 min 4 s - Peternousek (de Heer, van Wieren) | Arbitrage : Kompalla |
|                  | |                                                       | | Arbitrage : Kompalla |
| 4 min            | Pénalités | 22 min                                                | | Arbitrage : Kompalla |
| 42               | Tirs | 16                                                    | | Arbitrage : Kompalla |

| Clt   | Équipe           | PJ | V | D | N | BP | BC | Pts |
| ----- | ---------------- | -- | - | - | - | -- | -- | --- |
| +001, | Union soviétique | 5  | 5 | 0 | 0 | 51 | 11 | 10  |
| +002, | Finlande         | 5  | 3 | 2 | 0 | 26 | 18 | 6   |
| +003, | Canada           | 5  | 3 | 2 | 0 | 28 | 12 | 6   |
| +004, | Pologne          | 5  | 2 | 3 | 0 | 15 | 23 | 4   |
| +005, | Pays-Bas         | 5  | 1 | 3 | 1 | 16 | 43 | 3   |
| +006, | Japon            | 5  | 0 | 4 | 1 | 7  | 36 | 1   |

- Équipe qualifiée pour la phase finale
- Équipe qualifiée pour le tour de consolation

## Match pour la cinquième place
Les équipes classées troisième de chaque groupe, la Tchécoslovaquie et le Canada, joue un match de consolation pour l'attribution de la cinquième place.
| 22 février 1980 | Tchécoslovaquie | 6-1 (5-0, 0-1, 1-0) | Canada | Olympic Fieldhouse |

| Feuille de match | Feuille de match | Feuille de match            | Feuille de match                                     | Feuille de match                             |
| ---------------- | --- | --------------------------- | ---------------------------------------------------- | -------------------------------------------- |
|                  | M. Fryčer (M. Nový, J. Pouzar) — 1 min 38 s A. Šťastný — 2 min 14 s M. Šťastný (J. Bubla, A. Šťastný) — 7 min 16 s A. Šťastný (M. Šťastný, P. Šťastný) — 12 min 47 s M. Šťastný (A. Šťastný, P. Šťastný) — 13 min 19 s - M. Šťastný (P. Šťastný) — 57 min 18 s | 1-0 2-0 3-0 4-0 5-0 5-1 6-1 | - 28 min 1 s — J. Devaney (J. Grant, D. Hindmarch) - | Arbitrage : Dombrovsky, Reeners et Morrissey |
| J. Králík        | Gardiens | R. Dupuis                   |                                                      | Arbitrage : Dombrovsky, Reeners et Morrissey |
| 8 min            | Pénalités | 6 min                       |                                                      | Arbitrage : Dombrovsky, Reeners et Morrissey |
| 27               | Tirs | 21                          |                                                      | Arbitrage : Dombrovsky, Reeners et Morrissey |

## Phase finale
Les deux premiers de chaque groupe du premier tour sont qualifiés pour la phase finale. Les résultats des matchs dans lesquels les équipes se sont précédemment affrontées (rencontres États-Unis-Suède et URSS-Finlande) sont comptabilisés. 
| 22 février 1980 | États-Unis | 4-3 (2-2, 0-1, 2-0) | URSS | Olympic Fieldhouse |

| Feuille de match | Feuille de match | Feuille de match            | Feuille de match | Feuille de match               |
| ---------------- | --- | --------------------------- | --- | ------------------------------ |
|                  | Schneider (Pavelich) - 14 min 3 s - Johnson (Christian, Silk) - 19 min 59 s - Johnson (Silk) (SN) - 48 min 39 s Eruzione (Pavelich, Harrington) - 50 min 0 s | 0-1 1-1 1-2 2-2 2-3 3-3 4-3 | 9 min 12 s - Kroutov (A. Kassatonov) - 17 min 34 s - S. Makarov (A. Golikov) - 22 min 18 s - Maltsev (Kroutov) (SN) | Arbitrage : Karl-Gustav Kaisla |

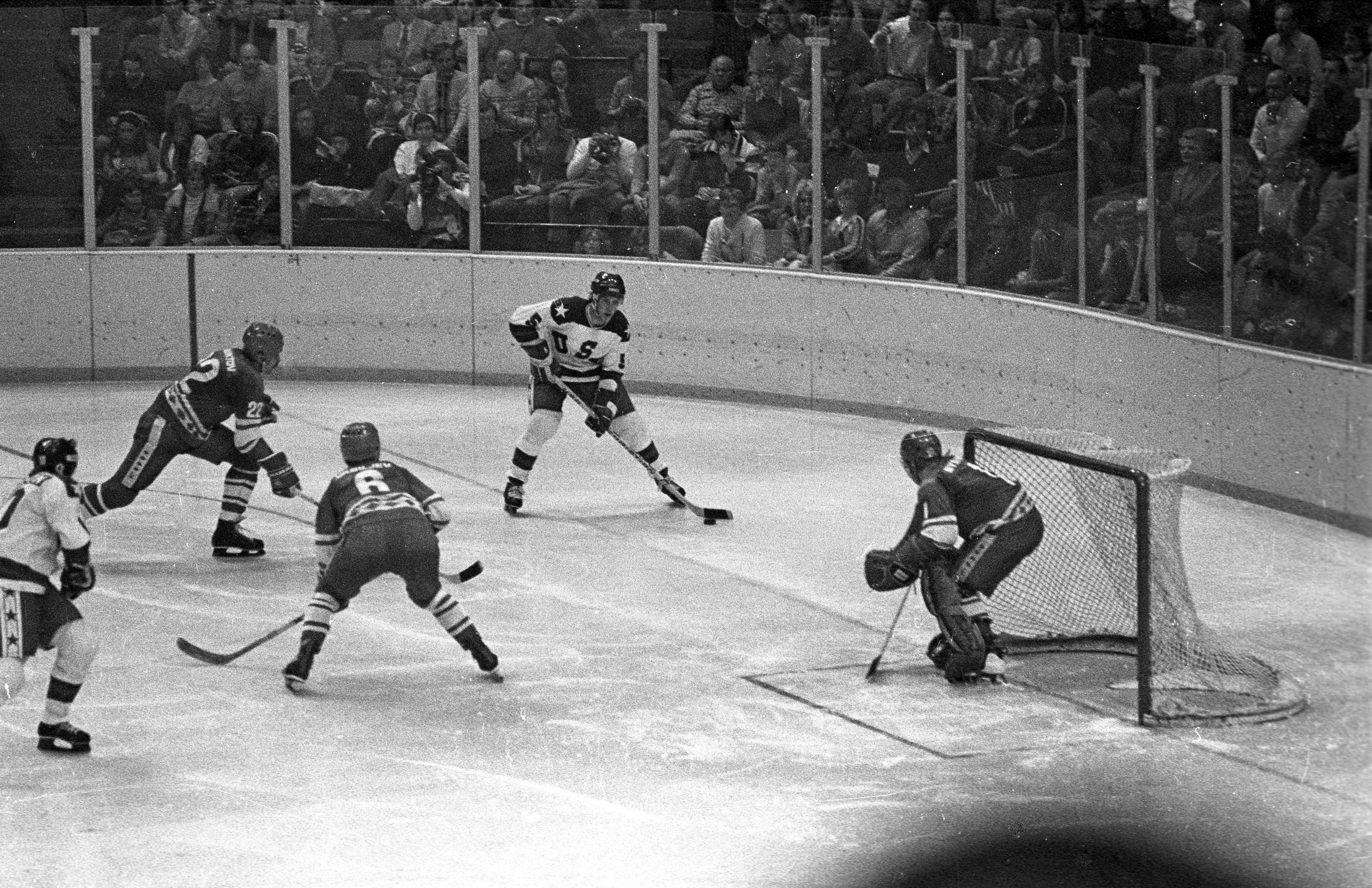
Match du 22 février 1980 entre les États-Unis et l'URSS.

|                  | |                             | | Arbitrage : Karl-Gustav Kaisla |
| 6 min            | Pénalités | 6 min                       | | Arbitrage : Karl-Gustav Kaisla |
| 16               | Tirs | 39                          | | Arbitrage : Karl-Gustav Kaisla |

| 22 février 1980 | Finlande | 3-3 (1-0, 1-1, 1-2) | Suède | Olympic Fieldhouse |

| Feuille de match | Feuille de match | Feuille de match        | Feuille de match                                                                                   | Feuille de match    |
| ---------------- | --- | ----------------------- | -------------------------------------------------------------------------------------------------- | ------------------- |
|                  | Leinonen (J. Porvari, Kiimalainen) - 3 min 0 s J. Porvari (Eloranta) - 27 min 6 s - Leinonen (J. Porvari) - 47 min 59 s | 1-0 2-0 2-1 2-2 2-3 3-3 | - 30 min 25 s - Weinstock 45 min 24 s - Jonsson (Åhlberg, Holmgren) 46 min 14 s - Waltin (Norberg) | Arbitrage : Neagles |
|                  | |                         | | Arbitrage : Neagles |
| 6 min            | Pénalités | 6 min                   | | Arbitrage : Neagles |
| 25               | Tirs | 30                      | | Arbitrage : Neagles |

| 24 février 1980 | États-Unis | 4-2 (0-1, 1-1, 3-0) | Finlande | Olympic Fieldhouse |

| Feuille de match | Feuille de match | Feuille de match        | Feuille de match                                                                                   | Feuille de match           |
| ---------------- | --- | ----------------------- | -------------------------------------------------------------------------------------------------- | -------------------------- |
|                  | Christoff - 24 min 39 s - Verchota (Christian) - 42 min 25 s McClanahan (Johnson, Christian) - 46 min 5 s Johnson (Christoff) (IN) - 56 min 25 s | 0-1 1-1 1-2 2-2 3-2 4-2 | 9 min 20 s - Porvari (Leinonen, L. Litma) - 26 min 30 s - Leinonen (Haapalainen, Kiimalainen) (SN) | Arbitrage : Vladimir Šubrt |
|                  | |                         | | Arbitrage : Vladimir Šubrt |
| 10 min           | Pénalités | 4 min                   | | Arbitrage : Vladimir Šubrt |
| 29               | Tirs | 23                      | | Arbitrage : Vladimir Šubrt |

| 24 février 1980 | Suède | 2-9 (0-4, 0-5, 2-0) | URSS | Olympic Fieldhouse |

| Feuille de match | Feuille de match                                                               | Feuille de match                            | Feuille de match | Feuille de match  |
| ---------------- | ------------------------------------------------------------------------------ | ------------------------------------------- | --- | ----------------- |
|                  | - Åhlberg (Weinstock, Holmgren) - 49 min 17 s Holmgren (Näslund) - 54 min 21 s | 0-1 0-2 0-3 0-4 0-5 0-6 0-7 0-8 0-9 1-9 2-9 | 0 min 36 s - V. Petrov (V. Kharlamov) 5 min 52 s - S. Makarov (A. Golikov) 10 min 31 s - Maltsev (Bilialetdinov, V. Pervoukhine) 17 min 38 s - B. Mikhaïlov (V. Kharlamov, V. Pervoukhine) 20 min 33 s - V. Vassiliev 27 min 18 s - Kroutov (V. Pervoukhine) 28 min 14 s - A. Skvortsov (H. Balderis, V. Pervoukhine) 34 min 51 s - V. Jlouktov (H. Balderis, A. Skvortsov) 35 min 2 s - V. Fetissov | Arbitrage : Haley |
|                  |                                                                                |                                             | | Arbitrage : Haley |
| 8 min            | Pénalités                                                                      | 12 min                                      | | Arbitrage : Haley |
| 26               | Tirs                                                                           | 28                                          | | Arbitrage : Haley |

| Clt   | Équipe           | PJ | V | D | N | BP | BC | Pts |
| ----- | ---------------- | -- | - | - | - | -- | -- | --- |
| +001, | États-Unis       | 3  | 2 | 0 | 1 | 10 | 7  | 5   |
| +002, | Union soviétique | 3  | 2 | 1 | 0 | 16 | 8  | 4   |
| +003, | Suède            | 3  | 0 | 1 | 2 | 7  | 14 | 2   |
| +004, | Finlande         | 3  | 0 | 2 | 1 | 7  | 11 | 1   |

## Podium
| Épreuves         | Or | Argent | Bronze |
| ---------------- | --- | --- | --- |
| Tournoi masculin | États-Unis Jim Craig Jack O'Callahan Bill Baker Ken Morrow Mike Ramsey Bob Suter Dave Christian Dave Silk Steve Janaszak Mark Johnson Rob McClanahan John Harrington Mark Pavelich Buzz Schneider Steve Christoff Neal Broten Mike Eruzione Eric Strobel Mark Wells Phil Verchota Herb Brooks (entraîneur) | Union soviétique Helmuts Balderis Zinetoula Bilialetdinov Viatcheslav Fetissov Aleksandr Golikov Vladimir Golikov Alekseï Kassatonov Valeri Kharlamov Vladimir Kroutov Iouri Lebedev Sergueï Makarov Aleksandr Maltsev Boris Mikhaïlov Vladimir Mychkine Vassili Pervoukhine Vladimir Petrov Aleksandr Skvortsov Sergueï Starikov Valeri Vassiliev Vladislav Tretiak Viktor Jlouktov | Suède Per-Eric Lindbergh William Löfqvist Tomas Jonsson Sture Andersson Ulf Weinstock Jan Eriksson Tommy Samuelsson Mats Waltin Thomas Eriksson Per Lundqvist Mats Åhlberg Håkan Eriksson Mats Näslund Lennart Norberg Bengt Lundholm Leif Holmgren Bo Berglund Dan Söderström Lars Molin |

## Meilleurs joueurs

### Meilleurs pointeurs
| Clt | Joueur            |   | PJ | B | A  | Pts | Pun |
| 1   | Milan Nový        | 6 | 7  | 8 | 15 | 0   |     |
| 2   | Peter Šťastný     | 6 | 7  | 7 | 14 | 6   |     |
| 3   | Jaroslav Pouzar   | 6 | 8  | 5 | 13 | 8   |     |
| 4   | Aleksandr Golikov | 7 | 7  | 6 | 13 | 6   |     |
| 5   | Jukka Porvari     | 7 | 7  | 4 | 11 | 4   |     |
| 6   | Boris Mikhaïlov   | 7 | 6  | 5 | 11 | 2   |     |
| 7   | Vladimir Kroutov  | 7 | 6  | 5 | 11 | 4   |     |
| 8   | Marián Šťastný    | 6 | 5  | 6 | 11 | 4   |     |
| 9   | Sergueï Makarov   | 7 | 5  | 6 | 11 | 2   |     |
| 10  | Mark Johnson      | 7 | 5  | 6 | 11 | 6   |     |
| 11  | Valeri Kharlamov  | 7 | 3  | 8 | 11 | 2   |     |
| 12  | Mikko Leinonen    | 7 | 6  | 4 | 10 | 0   |     |
| 13  | Mats Åhlberg      | 7 | 6  | 4 | 10 | 13  |     |
| 14  | Aleksandr Maltsev | 7 | 6  | 4 | 10 | 0   |     |
| 15  | Mats Näslund      | 7 | 3  | 7 | 10 | 6   |     |

### Meilleurs gardiens
Minimum de 180 minutes jouées.
| Clt | Joueur             |   | PJ | V | D | Pr/N | Min | BC   | Moy | % Arr | Bl | Pun |
| 1   | Jim Craig          | 7 | 6  | 0 | 1 | 420  | 15  | 2,14 | -   | 0     | -  |     |
| 2   | Vladimir Mychkine  | 4 | 2  | 1 | 0 | 200  | 8   | 2,40 | -   | 0     | -  |     |
| 3   | Vladislav Tretiak  | 5 | 4  | 0 | 0 | 220  | 9   | 2,45 | -   | 0     | -  |     |
| 4   | Paul Pageau        | 4 | 2  | 1 | 0 | 237  | 11  | 2,78 | -   | 1     | -  |     |
| 5   | Jiří Králík        | 5 | 3  | 2 | 0 | 300  | 15  | 3,00 | -   | 1     | -  |     |
| 6   | Anton Kivela       | 3 | 1  | 1 | 1 | 180  | 10  | 3,33 | -   | 0     | -  |     |
| 7   | Per-Eric Lindbergh | 5 | 2  | 1 | 2 | 300  | 18  | 3,60 | -   | 0     | -  |     |
| 8   | Jorma Valtonen     | 4 | 2  | 2 | 0 | 240  | 15  | 3,75 | -   | 0     | -  |     |
| 9   | Henryk Wojtynek    | 5 | 2  | 1 | 0 | 233  | 16  | 4,12 | -   | 0     | -  |     |
| 10  | Sigmund Suttner    | 4 | 0  | 3 | 0 | 192  | 20  | 6,25 | -   | 0     | -  |     |

## Classement final
1er :  États-Unis
2e  :  Union soviétique
3e  :  Suède
4e  :  Finlande
5e  :  Tchécoslovaquie
6e  :  Canada
7e  :  Pologne
8e  :  Pays-Bas
9e  :  Roumanie
10e :  Allemagne de l'Ouest
11e :  Norvège
12e :  Japon

## Sources
- Marc Branchu, « Jeux olympiques de Lake Placid 1980 », sur www.passionhockey.com
- IIHF Media Guide & Record Book 2011 pour la liste des meilleurs pointeurs et meilleurs gardiens.
- [PDF] (fr + de) (en) The Official Report of XIIIth Olympic Winter Games Lake Placid 1980 – Official Results, 1980 (lire en ligne)